# Har Charif
Har Charif (hebrejsky: הר חריף) je hora o nadmořské výšce 1012 metrů v Negevské poušti v Izraeli.
Nachází se v centrální části Negevské pouště, na západním okraji kráterového útvaru Machteš Ramon, cca 85 kilometrů jihojihozápadně od města Beerševa a 112 kilometrů severozápadně od města Ejlat, přímo na hranici s Egyptem. Har Charif je součástí horského masivu Har Negev. Jde o druhý nejvyšší bod v Negevské poušti, po vrcholu Har Ramon. Kvůli strategické poloze na hranici s Egyptem je na hoře situována základna izraelské armády. V lokalitě byly nalezeny pozůstatky pravěkého osídlení. Zhruba 5 kilometrů východně od Har Charif byly také objeveny zbytky 17 vodních nádrží zbudovaných v době krále Šalomouna. Některé z nich se v zimním období stále plní vodou.